# Dresdner Haide-Bahn
| Stadtwärts vor der Eisenbahnbrücke am Industriegelände |            |                          |                          |
| Streckenlänge: | 5,2 km     |                          |                          |
| Stromsystem: | 550 Volt = |                          |                          |
| Maximale Neigung: | 80 ‰       |                          |                          |
| Streckengeschwindigkeit: | 25 km/h    |                          |                          |
| |            |                          |                          |
| \| \| 0,0 \| Dresden Arsenal \| Dresden Arsenal \| \| \| \| ? \| \| \| \| \| Königsbrücker Landstraße \| \| \| \| \| ? \| \| \| \| \| Schänkhübel \| \| \| \| \| ? \| \| \| \| \| Königswald \| \| \| \| \| ? \| \| \| \| 5,2 \| Klotzsche Deutsche Eiche \| Klotzsche Deutsche Eiche \| |            |                          |                          |
| U-Bahn-Kopfbahnhof Streckenanfang (Strecke außer Betrieb) | 0,0        | Dresden Arsenal          | Dresden Arsenal          |
| U-Bahn-Haltepunkt / Haltestelle (Strecke außer Betrieb) |            | ?                        | ?                        |
| U-Bahn-Haltepunkt / Haltestelle (Strecke außer Betrieb) |            | Königsbrücker Landstraße | Königsbrücker Landstraße |
| U-Bahn-Haltepunkt / Haltestelle (Strecke außer Betrieb) |            | ?                        | ?                        |
| U-Bahn-Haltepunkt / Haltestelle (Strecke außer Betrieb) |            | Schänkhübel              | Schänkhübel              |
| U-Bahn-Haltepunkt / Haltestelle (Strecke außer Betrieb) |            | ?                        | ?                        |
| U-Bahn-Haltepunkt / Haltestelle (Strecke außer Betrieb) |            | Königswald               | Königswald               |
| U-Bahn-Haltepunkt / Haltestelle (Strecke außer Betrieb) |            | ?                        | ?                        |
| U-Bahn-Kopfbahnhof Streckenende (Strecke außer Betrieb) | 5,2        | Klotzsche Deutsche Eiche | Klotzsche Deutsche Eiche |

Die Dresdner Haide-Bahn war ein Oberleitungsbus-Betrieb, damals noch gleislose Bahn genannt, zwischen dem nördlichen Stadtrand von Dresden und dem heutigen Dresdner Stadtteil Klotzsche. Sie wurde durch den Dresdner Unternehmer Carl Stoll erbaut und als erste Linie nach dem von ihm entwickelten System Stoll betrieben. Nach der Bielatalbahn war die Haide-Bahn der zweite Obus-Betrieb Sachsens. Zudem bestand mit dem Oberleitungsbus Dresden zwischen 1947 und 1975 auch ein moderner Obusbetrieb in der Stadt. 

Konstrukteur Carl Stoll (1846–1907)

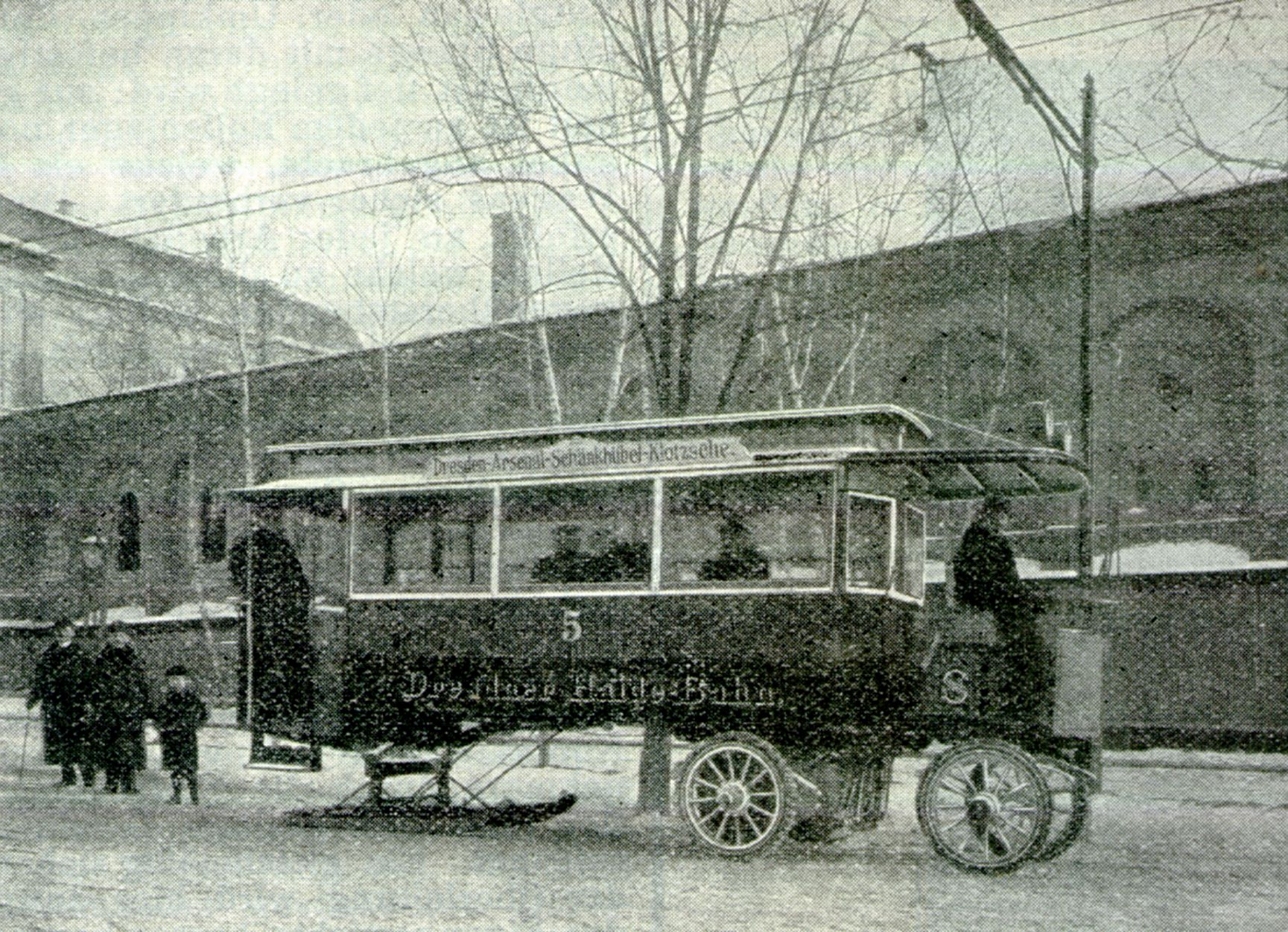
Für den Wintereinsatz vorbereitetes Fahrzeug mit Kufen und Eisreifen (gegenüber vom Arsenal)

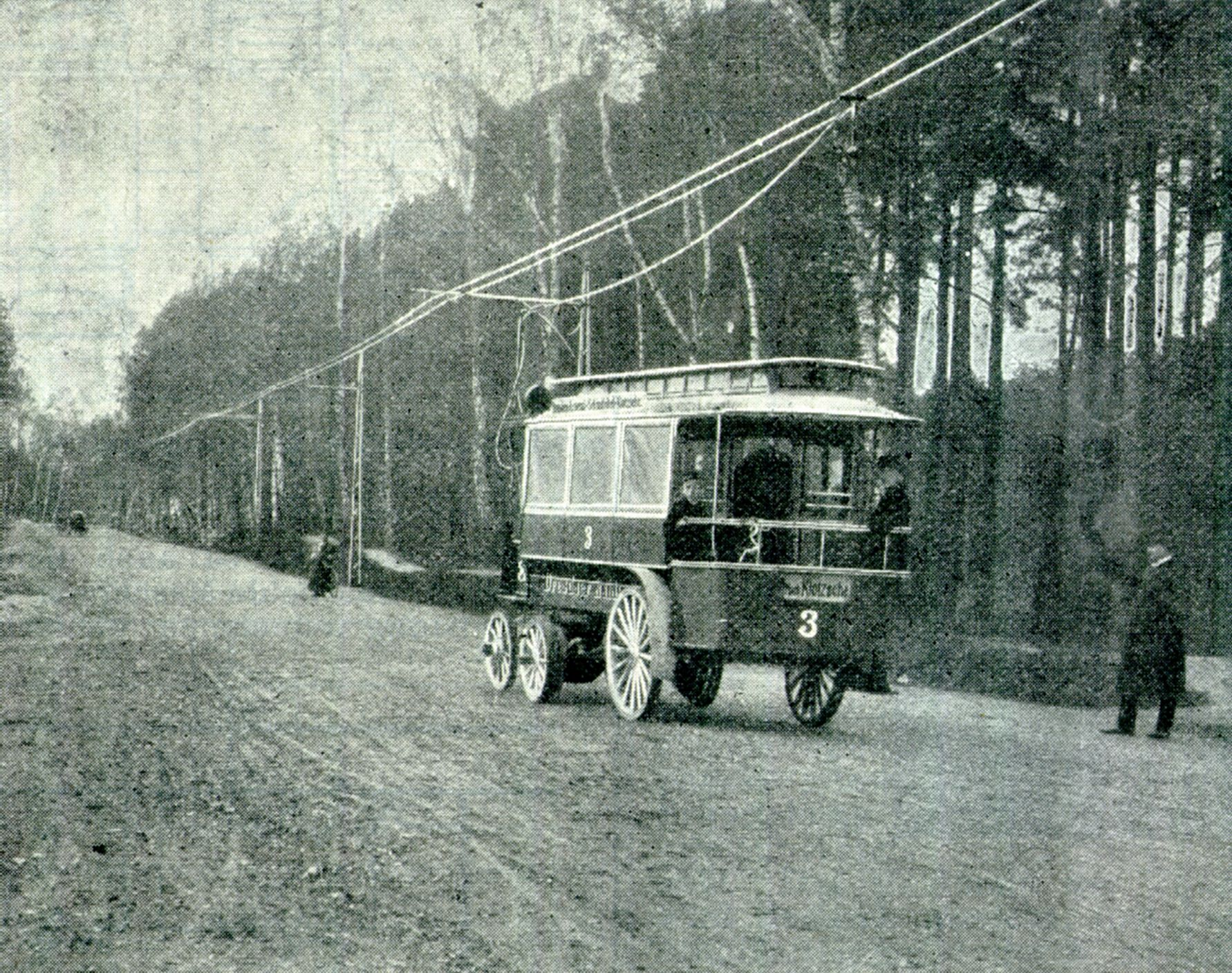
Wagen 3 beim heutigen Straßenbahnabzweig nach Hellerau, Königsbrücker Landstraße

Das Patent von Carl Stoll

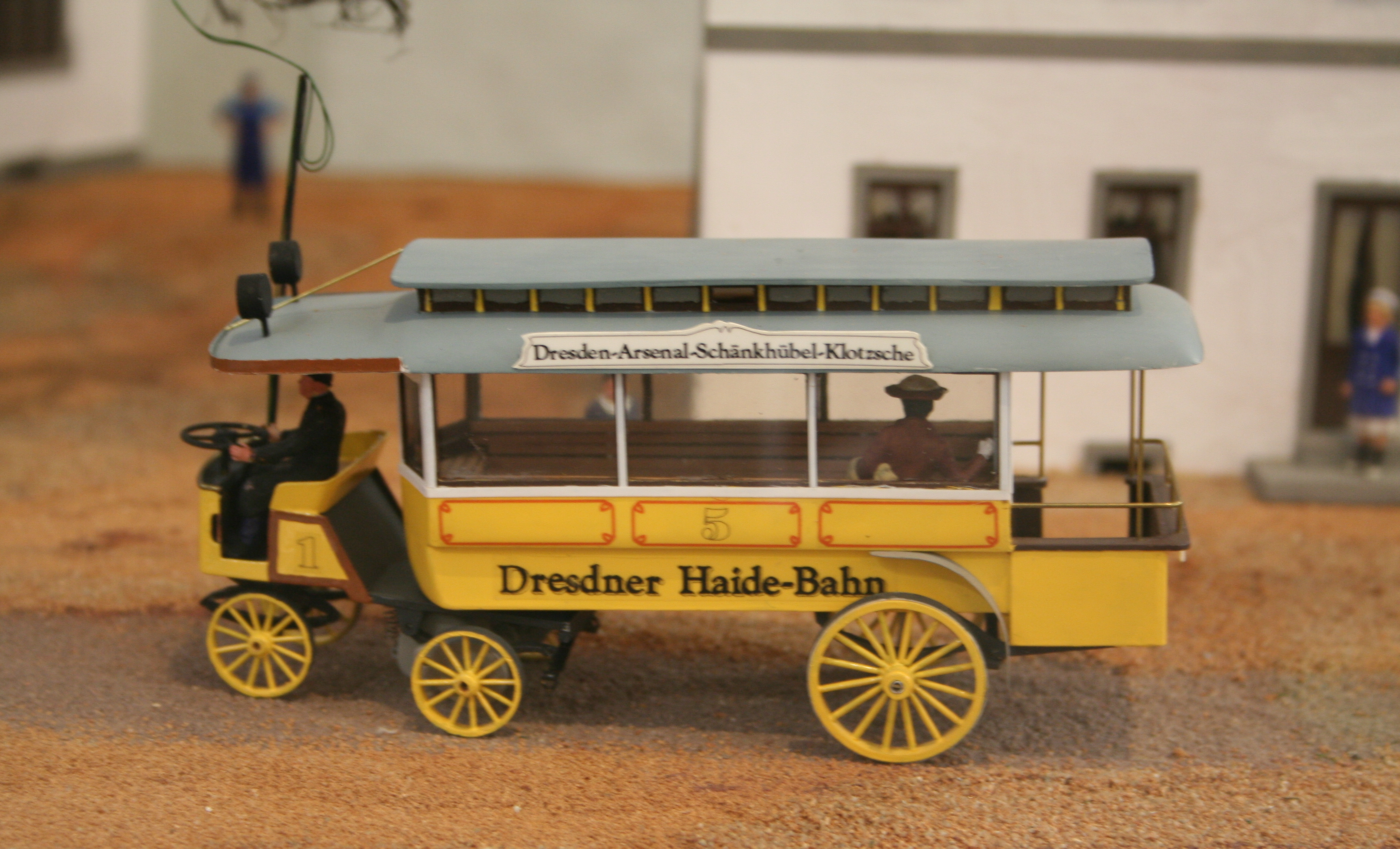
Modell der Haide-Bahn im Verkehrsmuseum Dresden

## Geschichte
Die Linie führte von der damaligen Stadtgrenze von Dresden beim Straßenbahn-Depot Arsenal durch die Dresdner Heide und durch Klotzsche bis zum Gasthof Deutsche Eiche, dort war seinerzeit der Ortsrand. In der auf zehn Jahre ausgelegten Konzession wurde eine eventuelle spätere Nutzung der Anlagen durch die Straßenbahn festgelegt. Die Trasse der 1911 gebauten Straßenbahn wurde jedoch auf der anderen Straßenseite angelegt.
Die Oberleitungen für die 5,2 Kilometer lange Strecke wurden im Jahr 1902 gebaut. Sie führten anfangs nur bis auf rund 100 Meter an das Depot in Dresden heran. Erst nach Eröffnung der Bahn wurden diese letzten innerhalb der damaligen Stadtgrenze gelegenen Meter genehmigt. Die Bahn wurde am 20. März 1903 abgenommen, die erste Fahrt startete am 23. März um 15:00 Uhr. Sie diente der Präsentation der Bahn und so fuhren nur geladene Gäste und die Presse mit. Um die Leistungsfähigkeit der Bahn zu demonstrieren, wurde ein Beiwagen mit Blaskapelle angehängt. Die erste Fahrt für die Öffentlichkeit folgte am nächsten Tag. Anfangs fuhren drei Wagen im 20-Minuten-Takt. Als dies an den Wochenenden nicht mehr ausreichte, wurden drei weitere Wagen hergestellt und die Strecke im Zehn-Minuten-Takt befahren.

## Fahrzeuge
Die insgesamt fünf oder sechs vorhandenen Fahrzeuge waren als Sattelschlepper konstruiert. Das vierrädrige Zugfahrzeug mit dem Fahrersitz und der elektrischen Ausrüstung hatte eine lenkbare Vorderachse und eine von zwei Motoren von je 15 PS angetriebene starre Hinterachse. Der Wagenkasten für die Passagiere lag mit seinem vorderen Teil drehbar auf dem Zugwagen auf und hatte hinten eine feste Achse mit großen Laufrädern. Im Winter konnten auf die Triebräder sogenannte Eisreifen aufgezogen und die Achse des Wagenkastens durch Kufen ersetzt werden. An eine Kupplung der Triebwagen konnte ein Beiwagen angehängt werden. Dieser war nur in der Hauptverkehrszeit für den Personenverkehr bestimmt, ansonsten sollte er dem Güterverkehr dienen.
Die elektrische Versorgung der Fahrzeuge mit der Betriebsspannung von 550 Volt erfolgte über eine zweipolige Oberleitung, auf der ein vierrädriger Kontaktwagen von den Fahrzeugen entlang gezogen wurde. Da es nur eine Oberleitungstrasse gab, mussten sich begegnende Fahrzeuge anhalten und die Stromabnehmer durch Umstecken der Kabel austauschen.
Im Betrieb war vor allem die Stromabnahme mit dem Kontaktwagen problematisch, da dieser häufig herabfiel. So untersagte die technische Aufsichtsbehörde zeitweise den Betrieb. Trotz konstruktiver Verbesserungen blieb die Stromabnahme mit dem Kontaktwagen der Schwachpunkt der Bahn. Dieses Verfahren hatte sich bereits bei einer Siemens-Versuchsstrecke für den elektrischen Straßenbahnbetrieb zwischen Westend und Spandauer Bock nicht bewährt und war dort bald durch eine Schlitzrohrfahrleitung ersetzt worden.

## Betriebsende
Am 19. März 1904 stellte die Bahn den Betrieb ein, nachdem am 29. Dezember 1903 der Hauptpartner von Stoll, die AEG, ihren Vertrag gelöst hatte. Da die Russische Regierung ihre Pläne für den Bau einer solchen Bahn in Sankt Petersburg nach dem verlorenen Krieg gegen Japan fallen gelassen hatte, geriet das Unternehmen in finanzielle Bedrängnis. Ein letzter Versuch von Stoll, die Bahn vor dem Ruin zu bewahren, schlug im Mai 1904 fehl. Die Bahn wurde am 16. Juli 1904 versteigert, am 18. Juli nahm eine Pferdebuslinie dort ihren Betrieb auf. Ein Nachfolger war ab 1911 die Vorortbahn Arsenal–Klotzsche/Hellerau.

## Weitere Bahnen
Außer der Haide-Bahn existierten noch drei weitere Anlagen nach dem System Stoll, dies waren die gleislose Bahn Poprád–Ótátrafüred, die ebenfalls ungarische gleislose Bahn Hermannstadt sowie die gleislose Bahn Niederschöneweide–Johannisthal bei Berlin.